# 2006年度YAHOO!搜尋人氣大獎得獎名單
YAHOO!搜尋人氣大獎2006
以下為當晚的得獎名單：

## 得獎名單

### 音樂獎項
- 本地男歌手
  - 古巨基
- 本地女歌手
  - 容祖兒
- 本地音樂女組合
  - Twins
- 本地音樂男組合
  - 軟硬天師
- 樂壇新勢力
  - 泳兒
  - 關智斌
- 女歌手大碟
  - 衛蘭
- 音樂十大人氣歌曲
  - 衛蘭 離家出走
  - 側田 情歌

### 電視及電影獎項
- 本地電影男演員
  - 郭富城
- 本地電影女演員
  - 蔡卓妍
- 電視男藝人
  - 鄭嘉穎
- 電視女藝人
  - 胡杏兒

### 至尊獎項
- 圖片搜尋次數最多人物
  - 鄧麗欣
- 最高人氣星之BLOG
  - 薛凱琪
- 停榜時間最長項目
  - Twins

## 參看
- 2006年度YAHOO!搜尋人氣大獎